# Kaasmes

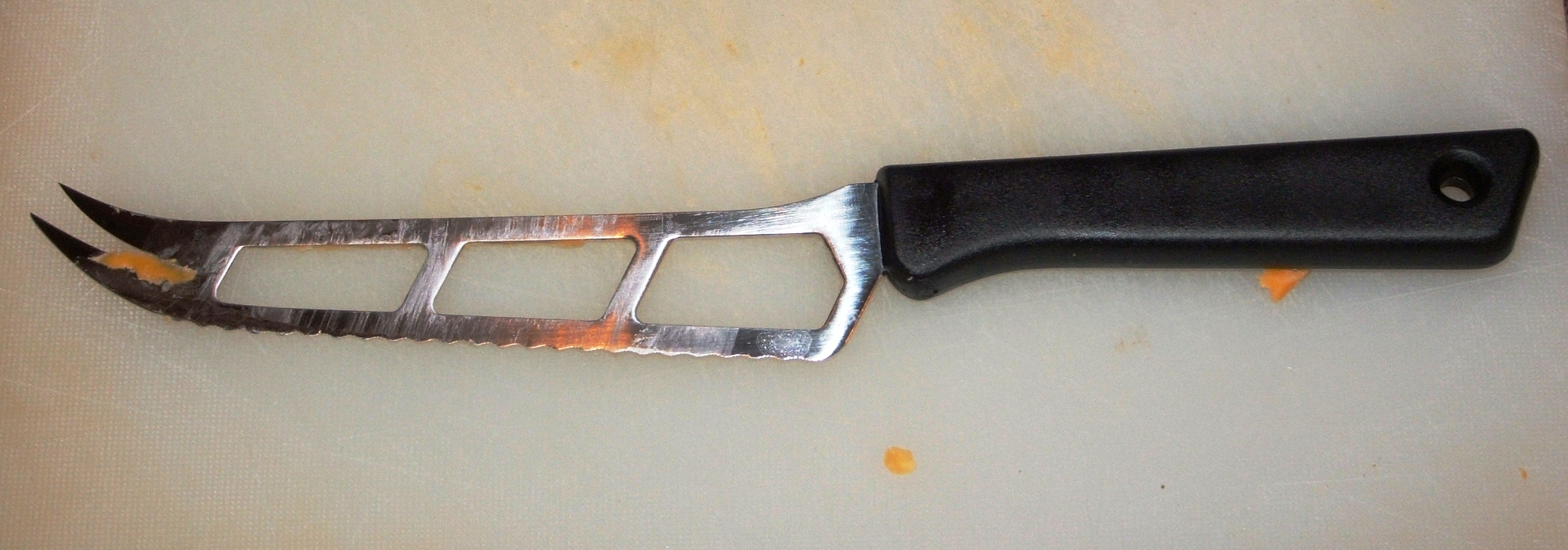
Kaasmes

Een kaasmes is een mes dat wordt gebruikt om kaas te snijden. Het lemmet van het mes is aan het uiteinde gekromd en gespleten, zodat het mogelijk is de kaas met het mes op te prikken. De snijkant van het lemmet is glad of enigszins getand. Het is praktisch om de kaas op een kaasplank te snijden.
Er zijn andere middelen die kunnen worden gebruikt om kaas te snijden. Dat zijn bijvoorbeeld de kaasboor, die wordt gebruikt om kaas mee op kwaliteit te testen en de kaasschaaf om van een grote kaas plakken af te snijden.